# Slaget vid Berezina
Slaget vid Berezina var ett slag under Napoleonkrigen, 26-29 november 1812.
Efter reträtten från Moskva i september 1812 ville Napoleon I hinna ut ur Ryssland så fort som möjligt med resterna av sin stora armé. Med sig in i Ryssland hade han haft 670 000 man, när han kom till Borodino så hade han 130 000 kvar, och efter att ha lämnat Moskva hade han kanske 80-90 000. Men varje soldat var värdefull. Nu gällde det att snabbt hinna ut innan den riktiga kylan kom. Men det var för sent. 
Häftigt ansatta av fienden kom fransmännen till floden Berezina i närheten av Borisov utan medel att komma över, eftersom Napoleon hade låtit bränna upp hela sin broträng bara sex dagar tidigare. Man skaffade material genom att riva ett par hus vid stranden, och vid Studianka, 40 km ovanför Borisov, slogs under stora svårigheter två broar med bockar såsom stöd. Övergången försiggick i tämligen god ordning, tills ryssarna började anfalla på morgonen 28 november, båda 9:e kåren som skulle skydda övergången och de redan överkomna trupperna. Då uppstod bland de under föregående natt anlända hoparna av marodörer med hästar och vagnar en förfärlig oreda och trängsel, varunder tusentals människor klämdes ihjäl, nedtrampades eller drunknade bland drivisen i floden. Marskalk Victor, som kommenderade eftertrupperna, drev flera gånger fienden tillbaka och räddade hären från fullständig undergång. Den 29. på morgonen stacks broarna i brand. De som inte kommit över, rusade i förtvivlan ut på de redan brinnande broarna. Många omkom därvid i lågorna eller i floden. Fransmännen förlorade under dessa dagar 10 000 fångar och en stor del av trossen, men blott några få kanoner. Av 70 000 man kom endast 40 000 över floden.